# Klub Ludzi Piszących w Prudniku
Klub Ludzi Piszących w Prudniku je literární skupina, která byla založena v roce 1977.
KLP sdružuje místní básníky, kteří mohli publikovat svá díla v prudníkovém "Głos Włókniarza". Napsali zde své básně Józef Adamczyk, Halina Kamińska, Łucja Kuźnik, Elżbieta Nowacka, Ryszard Nowak, Genowefa Pietrzak, Ignacy Staszczuk, Barbara Szwanke a Berta Warzecka. Texty prudníckých spisovatelů lze nalézt také v jiných časopisech, například v "Trybuna Opolska". Na konci osmdesátých let se k klubu připojili: Edmund Działoszyński, Józef Balon a Albert Strzewiczek. V březnu 1995 se aktivně podílela na aktivitách KLP skupina mladých básníků: Dorota Michałowska, Katarzyna Kulig, Agata Fornalik a Marek Domagała. V roce 1996 společně se spisovateli z Biały vydal svazek "Smak soli".
KLP působí v Prudníku a jeho členové kromě společných děl zveřejňují i vlastní svazky.

## Publikace
Jednotlivé svyzky některých členů KLP:
- Zofia Kulig: „Trwanie” (1996), „Boso pod wiatr” (1998), „Spękane wargi drzew” (2002);
- D. Długosz Penca: „Zauroczenie” (1992), „Witraże” (1995), „Ego i mit” (1997), „Łupinki snu” (1997), „Szmer piasku zostanie” (1999), „Lubię chodzić po życiu” (2002);
- Piotr Myszyński: „Pantomima wierszy” (1997), „Tańczę” (2001).